# بعل شليم الأول
بعل شليم الأول (بالفينيقية: 𐤁𐤏𐤋𐤔𐤋𐤌) كان ملكًا فينيقيًا لصيدا (حوالي 366 - ج. 450 قبل الميلاد)، وتابعًا للإمبراطورية الأخمينية. وخلفه ابنه عبد آمون على عرش صيدا.

## أصول الاسم
اسم بعل شليم هو الشكل الروماني للكلمة الفينيقية 𐤁𐤏𐤋𐤔𐤋𐤌 (BʿLŠLM)، ويعني "جزاء البعل ". تشمل التهجئة البديلة لاسم الملك بعلشيلم.

## التسلسل الزمني
لقد نوقش التسلسل الزمني المطلق لملوك صيدا منذ أسرة أشمون عازر الأول فصاعدًا كثيرًا في الأدبيات؛ ثم وضعت تقليديًا خلال القرن الخامس قبل الميلاد، وقد ارخت نقوش هذه السلالة إلى فترة سابقة على أساس الأدلة النقدية والتاريخية والأثرية. العمل الأكثر اكتمالا الذي يتناول تواريخ عهود هؤلاء الملوك الصيدونيين هو من تأليف المؤرخة الفرنسية جوزيت إيلاي التي ابتعدت عن استخدام التسلسل الزمني الكتابي. واستخدمت جميع الوثائق المتاحة في ذلك الوقت وشمل الأختام والطوابع الصورية المنقوشة التي اكتشفها عالم الآثار اللبناني موريس شهاب في عام 1972 من جل البحر، وهو حي في شمال صور، النقوش الفينيقية التي اكتشفها عالم الآثار الفرنسي موريس دوناند في صيدا عام 1965، والدراسة المنهجية للعملات الصيداوية التي كانت أولى العملات التي تحمل تواريخ سك في العصور القديمة استنادا إلى سنوات حكم ملوك صيدا.
كان بعل شليم الأول أول من قام بتمييز العملات المعدنية من ملوك صيدا، مع تواريخ إصدار تتوافق مع سنوات حكمه اعتبارًا من سنة 30 الموافق 372 ق.م. أثبت العلايي أن سنة اعتلاء بعل الشليم الأول العرش كانت 450 ق.م. وأنه حكم حتى 426 ق.م.

## السياق التاريخي
وفي عام 539 قبل الميلاد، سقطت فينيقيا تحت الحكم الأخميني؛ وقسمت إلى أربع ممالك تابعة: صيدا، صور، جبيل وأرواد. أشمون عازر الأول، كاهن عشتروت ومؤسس السلالة التي تحمل الاسم نفسه، نصب ملكًا على صيدا في وقت قريب من الغزو الأخميني للشام. خلال المرحلة الأولى من الحكم الأخميني، ازدهرت صيدا واستعادت مكانتها السابقة باعتبارها المدينة الرئيسية في فينيقيا. في منتصف القرن الخامس قبل الميلاد، خلفت سلالة أشمون عازر سلالة بعل شليم الأول؛ يتزامن هذا الدوران الأسري مع الوقت الذي بدأت فيه صيدا في سك عملاتها المعدنية بشكل مستقل والتي تحمل صور ملوكها الحاكمين.